# Rigores
Roque Miranda Conde dit « Rigores », né à Madrid (Espagne) le 16 août 1799, mort à Madrid le 14 février 1843, était un matador espagnol.

## Présentation
Dès son plus jeune âge, « Rigores » se consacre à la tauromachie, comme disciple de Jerónimo José Candido et prend l’alternative à Madrid le 20 octobre 1823 avec comme parrain Antonio Ruíz Serrano « El Sombrerero » et comme témoin Luis Parra, face à des taureaux de la ganadería de Manuel Gaviria.
Pour raisons politiques (il était membre du parti libéral et fut de 1820 à 1823 sergent des milices urbaines), il fut empêché de toréer jusqu’à ce que, en 1828, le roi Fernando VII lève la prohibition.
« Rigores » ne fut pas un très grand matador, bien que sa vie agitée lui ait apporté une grande notoriété. Il se retire en 1836 puis reparaît quelques années plus tard, sans plus de talent ni de possibilités.
Il est gravement blessé à Madrid le 6 juin 1842 par le taureau « Bravio » de la ganadería du Duc de Veragua. Il reparaît à nouveau dans l’arène, mais très affaibli et avec encore moins de facultés qu’auparavant. Il subit plusieurs interventions chirurgicales, mais il meurt le 14 février 1843 des suites de ses blessures.